# Club sportif de Hammam Lif (football)
Maillots
Actualités
Le Club sportif de Hammam Lif ou Club sportif d'Hammam Lif (arabe : النادي الرياضي لحمام الأنف), plus couramment abrégé en CS Hammam Lif, est un club tunisien de football fondé en 1944 et basé dans la ville de Hammam Lif.
Le CSHL aux couleurs vert et blanc évolue en Ligue II en 2024-2025.

## Histoire
Le club est né le 26 mars 1944 de la volonté de sportifs de la ville réunis autour de Sadok Boussofara, Mahmoud M'hirsi, Mokhtar Chabrouch et Mongi Afchar. Très vite, le prince Salah Eddine Bey, fils cadet de Lamine Bey, devient un supporter inconditionnel du club et lui assure les moyens de devenir un grand club, que ce soit par le recrutement des meilleurs joueurs de Tunisie et des pays voisins ou par le régime quasi-professionnel dont bénéficient les joueurs. Cette mainmise ne plaît pas à Boussofara qui quitte le club un an après sa constitution et laisse la présidence à Hammadi Abdessamad (1945-1949) puis Kheireddine Azzouz (1949-1956).
Le club, qui commence son activité dans le cadre des critériums, se retrouve en 1946-1947 en cinquième division. Mais, en cinq ans, il parvient en division nationale, se permettant entre-temps de remporter la coupe de Tunisie tout en évoluant dans les divisions inférieures. Son premier titre de champion de Tunisie en 1951 permet au club de représenter son pays pour la première fois en championnat d'Afrique du Nord où il surprend en battant le tenant du titre, le Wydad AC, en demi-finale sur le score de deux buts à zéro, mais l'équipe ne parvient toutefois pas à remporter le titre et perd la finale sur le score de trois buts à un. Il est vrai que la plupart des grands joueurs nord-africains sont passés par là : Abdelaziz Ben Tifour, Hacène Chabri, Abdelhafidh Bazyne, Ali Zgouzi, Moncef Klibi, Abdesselem Kraïem, Dameron[Qui ?], Fanfan Cassar, Salvo Lucia ou encore Abdelkrim Ben Rebih alias Krimou. Il convient aussi de citer les « enfants du club » : Mejri Henia, Ali Ben Jeddou, Hammouda Azzouna, Abdelaziz Zouari, Mustapha Chennoufi, Mustapha Askri et Mustapha Bessaïes.
Après l'indépendance de la Tunisie en 1956, le club est repris par Boussofara qui en assure la présidence pendant 31 ans (1957-1987). Bien que cette présidence connaisse des hauts et des bas, le club reste une école de football formant régulièrement de grands joueurs, notamment Temime Lahzami, Faycel Jelassi, Sahbi Sebaï, Mounir Shili, Noureddine Bousnina, Sirajeddine Chihi et Kamel Seddik.

## Stade
Le Club sportif de Hammam Lif a longtemps joué ses matchs à domicile au stade municipal de Hammam Lif doté de 8 000 places.

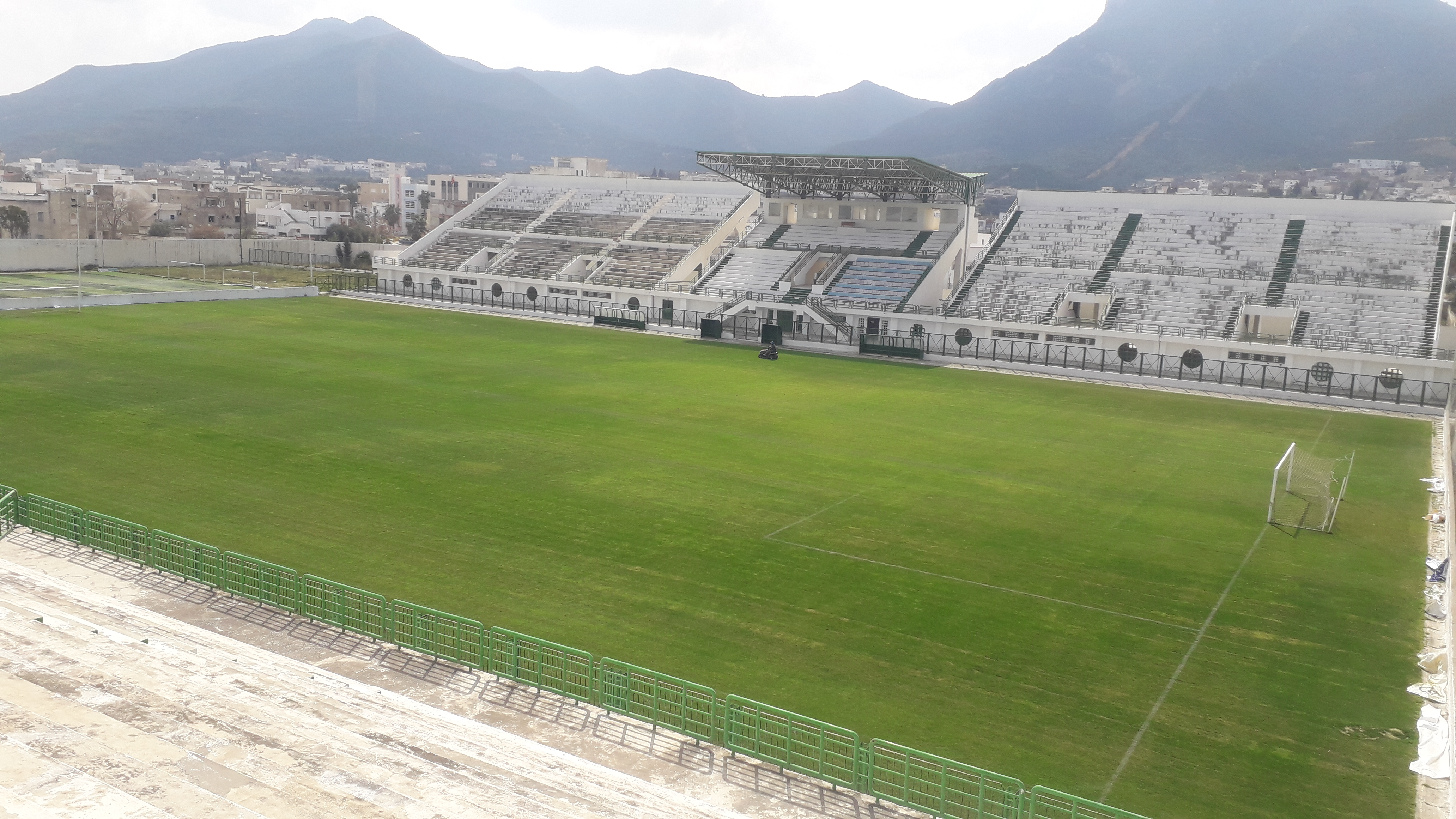
Gradin principal.

## Écusson

Logo ancien.
Logo ancien.
Logo ancien.
Logo ancien.
Logo actuel.

## Palmarès
| \| - Championnat de Tunisie (4) : - Champion : 1951, 1954, 1955, 1956 - Coupe de Tunisie (9) : - Vainqueur : 1947, 1948, 1949, 1950, 1951, 1954, 1955, 1985, 2001 - Finaliste : 1964 \| \| - Supercoupe de Tunisie (1) : - Vainqueur : 1985 - Championnat de Tunisie de Ligue II (7) - Vainqueur : 1950, 1964, 1972, 1997, 2000, 2018, 2021 \| |  | |
| - Championnat de Tunisie (4) : - Champion : 1951, 1954, 1955, 1956 - Coupe de Tunisie (9) : - Vainqueur : 1947, 1948, 1949, 1950, 1951, 1954, 1955, 1985, 2001 - Finaliste : 1964 |  | - Supercoupe de Tunisie (1) : - Vainqueur : 1985 - Championnat de Tunisie de Ligue II (7) - Vainqueur : 1950, 1964, 1972, 1997, 2000, 2018, 2021 |

## Personnalités

### Présidents
| Pays                  | Nom                 | Période   |
| --------------------- | ------------------- | --------- |
| Drapeau de la Tunisie | Sadok Boussofara    | 1944-1945 |
| Drapeau de la Tunisie | Hammadi Abdessamad  | 1945-1948 |
| Drapeau de la Tunisie | Kheireddine Azzouz  | 1949-1956 |
| Drapeau de la Tunisie | Sadok Boussofara    | 1956-1987 |
| Drapeau de la Tunisie | Abderrazak Oueslati | 1987-1990 |
| Drapeau de la Tunisie | Naceur Boufares     | 1990-1990 |
| Drapeau de la Tunisie | Moncef Ben Mrad     | 1995-1996 |
| Drapeau de la Tunisie | Maâouia Kaabi       | 1996-1999 |

| Pays                  | Nom                      | Période   |
| --------------------- | ------------------------ | --------- |
| Drapeau de la Tunisie | Abderrazak Oueslati      | 1999-2001 |
| Drapeau de la Tunisie | Hamadi Atrous            | 2001-2004 |
| Drapeau de la Tunisie | Maâouia Kaabi            | 2004-2005 |
| Drapeau de la Tunisie | Adel Kitar               | 2005-2005 |
| Drapeau de la Tunisie | Mongi Bhar               | 2005-2011 |
| Drapeau de la Tunisie | Adel Daâdaâ              | 2011-2016 |
| Drapeau de la Tunisie | Mohamed Fadhel Ben Hamza | 2016-2021 |
| Drapeau de la Tunisie | Adel Daâdaâ              | 2021      |

| Pays                  | Nom             | Période   |
| --------------------- | --------------- | --------- |
| Drapeau de la Tunisie | Maouia Kaâbi    | 2021-2022 |
| Drapeau de la Tunisie | Fayçal Boucetta | 2022-2024 |
| Drapeau de la Tunisie | Mongi Bhar      | 2024-     |

### Entraîneurs
| Pays                                                          | Nom                  | Période   |
| ------------------------------------------------------------- | -------------------- | --------- |
| Drapeau de l'Italie                                           | Marc Orsoni          | 1950-1952 |
| Drapeau de l'Algérie                                          | Habib Draoua         | 1953-1955 |
| Drapeau du Royaume-Uni                                        | George Berry         | 1955-1956 |
| Drapeau de l'Italie                                           | Gaëtano Chiarenza    | 1956-1957 |
| Drapeau de la Tunisie                                         | Mohamed Boucetta     | 1957-1958 |
| Drapeau de la Tunisie                                         | Larbi Bardo          | 1958-1959 |
| Drapeau de l'Italie                                           | Gaëtano Chiarenza    | 1959-1960 |
| Drapeau de la Tunisie                                         | Larbi Soudani        | 1960-1961 |
| Drapeau de la Tunisie                                         | Mohamed Boucetta     | 1961-1962 |
| Drapeau de l'Algérie                                          | Ali Miloud           | 1962-1963 |
| Drapeau de la France                                          | Louis Pinat          | 1963-1965 |
| Drapeau de la France                                          | Edmond Delfour       | 1965-1969 |
| Drapeau de la France                                          | Louis Dupal          | 1969-1970 |
| Drapeau de la Tunisie                                         | Abderrazak Aloui     | 1970-1971 |
| Drapeau de la France                                          | Louis Menjou         | 1972-1974 |
| Drapeau de la Tunisie                                         | Jamel Eddine Bouabsa | 1974-1976 |
| Drapeau de la Tunisie                                         | Mokhtar Tlili        | 1976-1978 |
| Drapeau de la République fédérative socialiste de Yougoslavie | Vladimir Fedine      | 1978-1981 |
| Drapeau de la Tunisie                                         | Jamel Eddine Bouabsa | 1981-1982 |
| Drapeau de la Tunisie                                         | Amor Dhib            | 1982-1983 |
| Drapeau de la République fédérative socialiste de Yougoslavie | Stephanovic Dietscha | 1983-1986 |
| Drapeau de la Hongrie                                         | André Nagy           | 1986-1988 |
| Drapeau de la République fédérative socialiste de Yougoslavie | Stephanovic Dietscha | 1988-1990 |

| Pays                  | Nom                     | Période   |
| --------------------- | ----------------------- | --------- |
| Drapeau de la Tunisie | Hmid Dhib               | 1990-1991 |
| Drapeau de la Tunisie | Habib Mejri             | 1991-1993 |
| Drapeau de la Tunisie | Khaled Hosni            | 1993-1994 |
| Drapeau de la Tunisie | Habib Mejri             | 1994-1995 |
| Drapeau de la Tunisie | Abdelaziz Seddik        | 1995-1996 |
| Drapeau de la Tunisie | Baccar Ben Miled        | 1996-1999 |
| Drapeau de la Tunisie | Ammar Souayah           | 1999-2001 |
| Drapeau de la Tunisie | Ridha Akacha            | 2001-2002 |
| Drapeau de la Tunisie | Mahmoud Ouertani (en)   | 2002-2003 |
| Drapeau de la Tunisie | Ferid Ben Belgacem (en) | 2003-2004 |
| Drapeau de la Tunisie | Khaled Hosni            | 2004-2005 |
| Drapeau de la Tunisie | Habib Mejri             | 2005-2006 |
| Drapeau de la Tunisie | Khemaïs Laabidi         | 2006-2007 |
| Drapeau de la Tunisie | Ridha Akacha            | 2007-2008 |
| Drapeau de la Tunisie | Ridha Akacha            | 2008-2009 |
| Drapeau de la France  | Gérard Buscher          | 2009-2010 |
| Drapeau de la France  | Dragan Cvetkovic        | 2010-2011 |
| Drapeau de la France  | Christian Sarramagna    | 2011-2012 |
| Drapeau de la France  | Dragan Cvetkovic        | 2012-2013 |
| Drapeau de la Tunisie | Ferid Ben Belgacem (en) | 2013      |
| Drapeau de la Tunisie | Noureddine Bousnina     | 2013-2014 |
| Drapeau de la France  | Gérard Buscher          | 2014-2015 |
| Drapeau de la Tunisie | Mouine Chaabani         | 2015-2016 |

| Pays                  | Nom                  | Période   |
| --------------------- | -------------------- | --------- |
| Drapeau de la France  | Bernard Rodriguez    | 2016      |
| Drapeau de la Tunisie | Kamel Zouaghi        | 2016-2017 |
| Drapeau de la Tunisie | Lotfi Sebti (en)     | 2017      |
| Drapeau de la Tunisie | Maher Guizani (en)   | 2017-2018 |
| Drapeau de la France  | Gérard Buscher       | 2018      |
| Drapeau de la Tunisie | Afouène Gharbi       | 2018-2019 |
| Drapeau de la Tunisie | Lotfi Sellimi        | 2019      |
| Drapeau de la Tunisie | Hatem Missaoui (en)  | 2019      |
| Drapeau de la Tunisie | Nabil Tasco          | 2019-2020 |
| Drapeau de la Tunisie | Chokri Khatoui (en)  | 2020-2021 |
| Drapeau de la Tunisie | Abdelhay Ben Soltane | 2021      |
| Drapeau de la Tunisie | Sami Gafsi (en)      | 2021      |
| Drapeau de la Tunisie | Walid Cherif         | 2021      |
| Drapeau de la Tunisie | Habib Mejri          | 2021-2022 |
| Drapeau de la Tunisie | Maher Guizani (en)   | 2022      |
| Drapeau de la Tunisie | Lotfi Kadri (en)     | 2022      |
| Drapeau de la Tunisie | Chamseddine Dhaouadi | 2022-2023 |
| Drapeau de la Tunisie | Sofiene Hidoussi     | 2023      |
| Drapeau de la Tunisie | Naoufel Chebil       | 2023-2024 |
| Drapeau de la Tunisie | Hussein Ben Sidrine  | 2024      |
| Drapeau de la Tunisie | Amine Kamoun (en)    | 2024-     |

### Effectif

#### Anciens joueurs
- Belhassen Aloui
- Anis Ben Chouikha
- Abdelaziz Ben Tifour
- Yamen Ben Zekri
- Sirajeddine Chihi
- Louis Gomis
- Hammadi Henia
- Kamel Henia
- Mejri Henia
- Temime Lahzami
- Saber Khalifa
- Mohamed Ali Ghariani
- Sofiène Melliti
- Ikbal Rouatbi
- Kamel Seddik
- Habib Laghmoud

#### Meilleurs buteurs
En 56 saisons passées en Ligue I, depuis 1956, le club a marqué un total de 1 443 buts. Trois de ses joueurs ont remporté le titre de meilleur buteur du championnat :
- Kamel Henia en 1968
- Nabil Tasco en 1986
- Belhassen Aloui en 1995

Les meilleurs buteurs sont :
- Saâd Karmous : 79 buts
- Mounir Sehili : 64 buts
- Anis Ben Chouikha : 40 buts
- Nabil Tasco : 35 buts
- Mahmoud Fitouri : 32 buts
- Belhassen Aloui : 29 buts
- Kamel Henia : 28 buts
- Béchir Razgallah : 25 buts

## Jumelages
- Kénitra Athletic Club (1984)
- Al-Sadd Sports Club (2015)